# Арнавуткьой
Арнавуткьой, също и Арнауткьой (на турски: Arnavutköy; преведено от турски език „албанско село“) е стар квартал на Истанбул, Турция, известен със своите дървени османски жилища и рибни ресторанти, както и престижния Робърт колеж и старите му сгради. Кварталът е част от големия градски район (околия) Бешикташ, разположен в европейската част на града по бреговете на Босфора.

## История
В една публикация на истанбулската фериботна компания „Ширкет и Хайрийе“ (Şirket-i Hayriye) писана преди Първата световна война населението на Арнауткьой е представено като състоящо се от 493 турци и мюсюлмани в 168 домакинства и 5973 гърци в 975 домакинства. Години наред преобладаващото население в селището е съставено от евреи, но много евреи напускат Арнауткьой след големия пожар в квартала през 1877 г.
Днешният квартал, някога село е старо селище известно последователно с гръцките си имена Хестай, Промоту и Анаплус. Византийската църква „Свети Михаил“ построена от император Константин би трябвало да е била тука. Разрушена е, за да се използва строителните материали от нея при строителството на крепостта Румели хисар.
Арнауткьой е бил известен особено в османско време със своите ягоди, не толкова сочни и по малки в сравнение с останалите видове ягоди разпространени из Турция. В днешно време са оцелели скромни остатъци от ягодовите полета, предимно в частни дворове.

## Съседни квартали
- Бебек
- Ортакьой

## Външни препртаки
- Снимки от истанбулския квартал Арнавуткьой